# Schisandraceae
Plantefamilien Schisandraceae er en lille familie, som er udbredt i subtropiske og tropiske egne af Østasien og Mellemamerika. Arterne er kendetegnet ved primitive blomster uden den forskel på bæger- og kronblade, som ellers er typisk for de tokimbladede. Her omtales alle slægter, selv om kun ganske få arter har økonomisk betydning.
| Slægter |

- Kadsura
- Schisandra
- Stjerneanis-slægten (Illicium)